# Dol (Bretanya)
Dol fou una senyoria de Bretanya centrada a Dol-de-Bretagne. Al segle vi fou seu d'un bisbat on fou consagrat el primer rei bretó Nominoe el 848. Però uns anys després fou ocupada pels normands que hi van restar un temps fins que en foren expulsats mig segle després (vers 930) per Alan Baba Torta, que després fou proclamat duc de Bretanya el 937 (Alan II de Bretanya Bara Torta), però l'amenaça dels vikings va restar i els normands establerts a Normandia van ocupar altre cop la ciutat el 944 encara que no la van conservar gaire temps; el 996 un cap viking, Olaf Lagman, rei de les Hèbrides i de zones d'Irlanda, la va conquerir i saquejar; el 1014 a petició del cap normand Ricard, duc de Normandia, Olaf Haraldsson anomenat «el Gras», rei de Noruega, va venir d'Escandinàvia, va desembarcar a Dol (anomenada Hollar pels normands) per combatre a altres bandes de vikings.
A la meitat del segle apareix la senyoria, que tenia Rival·ló, fill d'Hamó vescomte de Dinan, casat amb Roiantelina de Dol, que fou senyor de Dol i de Combourg, la segona per cessió de territoris fets pel seu germà Junqueni, bisbe de Dol. El 1064 Rival·lo es va revoltar contra el duc de Bretanya, i la ciutat fou assetjada pels normands del duc Guillem el Bastard (després Guillem el Conqueridor) que donava suport als rebels; el 1076, ja rei d'Anglaterra, Guillem va atacar altre cop Dol, però fou salvada per l'exèrcit reial manat pel rei Felip I de França. Rival·ló es va casar amb Eremburga de Breteuil (filla del comte Erard I de Breteuil, vescomte de Chartres) i va tenir cinc fills dels quals Guillem fou abat de Saumur i Joan I senyor de Dol i Combourg.
Joan I de Dol va governar en un temps en què dos bisbes de Dol van portar també el nom de Joan (el primer elegit el 1082 i el segon vers 1098 i mort sense consagrar) i va tenir com a successor al seu fill Rival·lo II.
La senyoria de Dol i Combourg va arribar a Iseulta de Dol, que es va casar amb el normand Hasculf de Subligny, rebesnet d'Hug d'Avranches (cèlebre vescomte d'Avranches després comte de Chester amb la conquesta d'Anglaterra de 1066). Amb Hasculf la senyoria va pertànyer a aquesta família de l'Avranchin. Va passar després a altres famílies. Els Coëtquen es van extingir el 1734 i l'hereva la va aportar el 1739 al duc de Duras.

## Llista de senyors de Dol i de Combourg
- vers 1040 a 1065: Rival·ló I
- 1065-1081: Joan I (fill)
- 1081-11??: Rival·ló II (fill)
- 11??-1137: Gelduí de Dol (germà)
- 1137-1161: Joan II de Dol (fill)
- 1161-1197: Iseulta de Dol (filla)
- 1167-1197: Hasculf de Soligné o de Subligny, marit
- 1197- ?? : Joan III (fill)
- ?? -1231: Gelduí II (fill)
- 1231-?? : Harscoët (fill)
- ??-1278: Joan IV de Dol (fill)
- 1278-1330: Joan V de Dol (fill)
- 1330-?? : Joana de Dol (filla)
- Joan de Tinténiac († 14 d'agost de 1352, mort a la batalla de Mauron, senyor de Tinténiac, de Bécherel i de Romillé (marit)